# Sherifien Orde van Militaire Verdienste

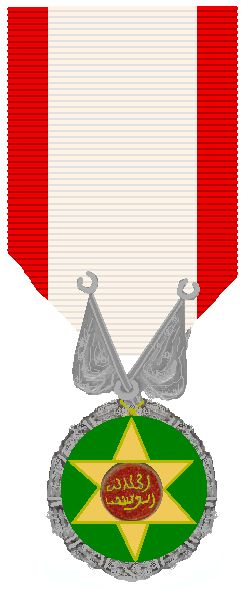
Kleinood

De Sherifien Orde van Militaire Verdienste (Frans: "Ordre de Mérite militaire Cherefien) werd op 7 augustus 1910 door de Marokkaanse Sultan Hafiz ingesteld. Het kleinood is een rond, groen schild met de zespuntige ster van de Alaouite. Het huis der Alaouite, afstammelingen van de profeet Mohammed, regeert sinds 1664 over Marokko.
In het centrale rode medaillon staat een Arabische tekst. Het lint is wit met rode biezen. De verbinding tussen lint en kleinood is een zilveren verhoging in de vorm van twee vaandels met halve manen. Vergeleken met de Europese, fabrieksmatig vervaardigde eretekens is het smeedwerk vrij grof uitgevoerd, in de traditionele technieken van de edelsmeden in de Marokkaanse Kashba.
Er zijn drie graden: de Bijzondere Klasse, Ie Klasse en IIe Klasse.
In 1910 werd ook een Marokkaanse Orde van Militaire Verdienste ingesteld.

## Decorati
- George Patton
- Hubert Lyautey
- Georges Catroux
- Marie Gustave Victor René Alfred Texier
- Henri Giraud
- Alphonse Juin
- Jean de Lattre de Tassigny
- Antoine Béthouart
- Henri Giraud
- Gaston Palewski